# Rikkasaari
Rikkasaari är en ö i Finland. Den ligger i sjön Juurusvesi och Akonvesi och i kommunen Kuopio (tidigare Juankoski)  i den ekonomiska regionen  Nordöstra Savolax ekonomiska region  och landskapet Norra Savolax, i den centrala delen av landet, 400 km nordost om huvudstaden Helsingfors. Öns area är 0,7 hektar och dess största längd är 140 meter i sydöst-nordvästlig riktning.